# Ludowa Armia Wyzwolenia
Ludowa Armia Wyzwolenia (hiszp. Ejército Popular de Liberación, EPL) – grupa partyzancka z Kolumbii.

## Historia

Flaga używana przez Armię Wyzwolenia Ludowego

Sformowana w 1967 roku. Pełniła rolę skrzydła wojskowego Komunistycznej Partii Kolumbii (Marksistowsko-Leninowskiej). W latach 60. operowała wyłącznie na obszarach wiejskich, zwłaszcza w departamencie Antioquia. 1 grudnia 1967 roku wywołała powstanie chłopskie w Alto Sinu.
W latach 70. dokonała wielu porwań (m.in. obywatela USA w sierpniu 1983 r.), zamachów bombowych i napadów na banki. W latach 80. zaczęła rozszerzać wpływy na tereny miejskie. Wtedy też rozpoczęła paranie się handlem narkotykami. W 1984 roku EPL uczestniczyła w rozmowach pokojowych z rządem i ogłosiła zawieszenie broni. Pokój został zerwany ze względu na łamanie warunków zawieszenia broni przez obydwie strony. W 1991 roku partyzanci podpisali z rządem rozejm i formalnie dokonali samorozwiązania. Większość członków EPL nie uznała decyzji o samorozwiązaniu i kontynuowała walkę. Bojownicy EPL, którzy zdecydowali się kontynuować walkę, zawarli sojusz z FARC. Celem ich ataków padli zdemobilizowani członkowie EPL, których rebelianci uznali za zdrajców. Na przełomie 1999 i 2000 roku większość przywódców EPL została schwytana lub zabita. Po utracie dowódców, większość partyzantów dołączyło do FARC lub Armii Wyzwolenia Narodowego. W 2014 roku niedobitki formacji zadeklarowały chęć rozpoczęcia rozmów pokojowych z rządem.
Liderami grupy byli Victor Ramon Navarro-Cerrano, Oscar William Calvo, Antonio Martínez Pastrana i Francisco Caraballo.

## Działalność polityczna
Członkowie, którzy porzucili broń, w 1991 roku powołali Partido Esperanza, Paz y Libertad (Partia Nadzieja, Pokój i Wolność).

Inny wariant flagi Armii Wyzwolenia Ludowego

## Liczebność
Liczebność oddziałów partyzanckich EPL według lat:
- 1975: 3000
- 1985: 450
- 1990: 2000
- 1991: 700
- 2001: 500
- 2003: 500
- 2011: 200
- 2013: 70-100

## Ideologia
Wyznawała ideologię maoistowsko-hodżystowską. Celem grupy było utworzenie w Kolumbii państwa socjalistycznego.